# Pema Tshering
Pema Tshering, född 15 juli 1951, är en bhutanesisk bågskytt. Han deltog vid olympiska sommarspelen 1988 och olympiska sommarspelen 1992.